# Franziska Riotte

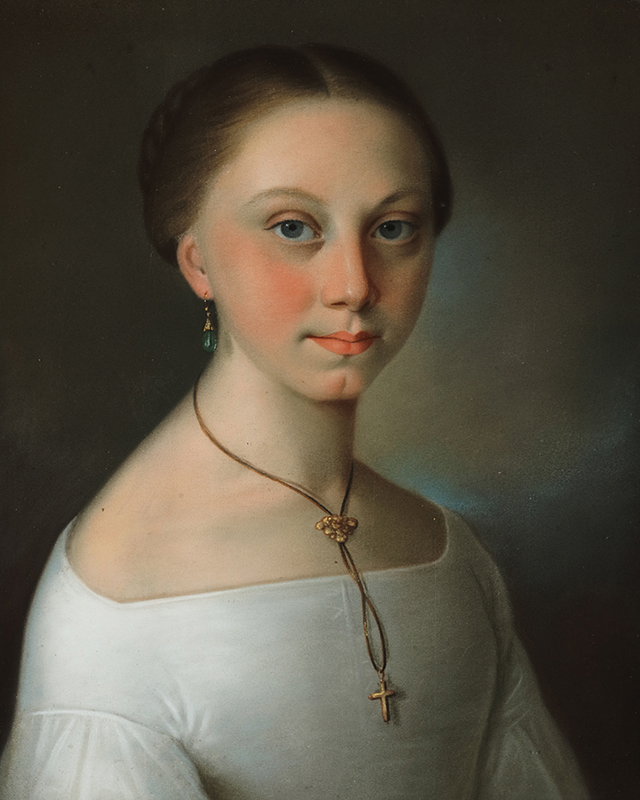
Franziska Riotte (Selbstporträt, um 1865)

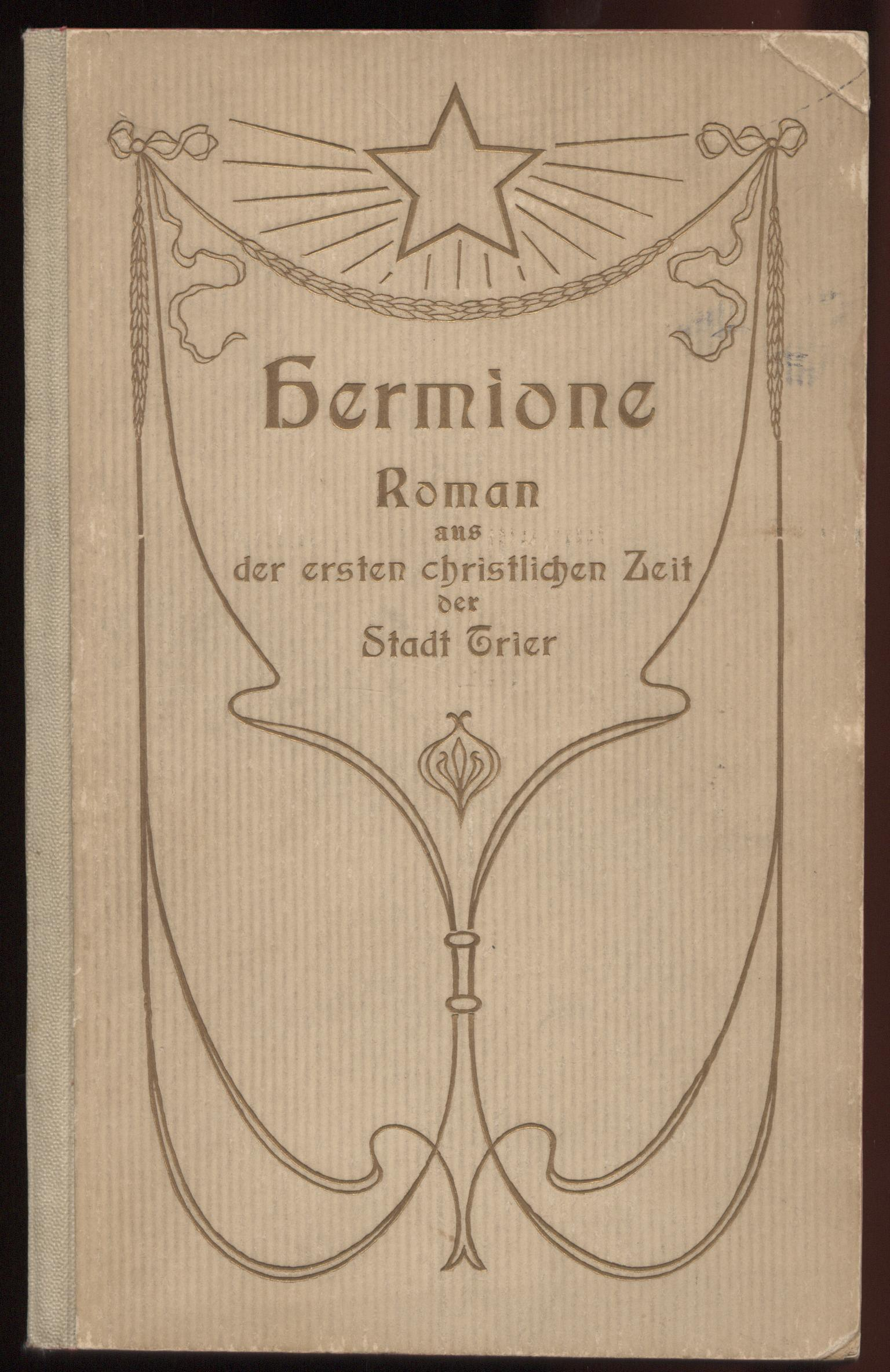
Jugendstileinband von Franziska Riottes bekanntestem Werk.

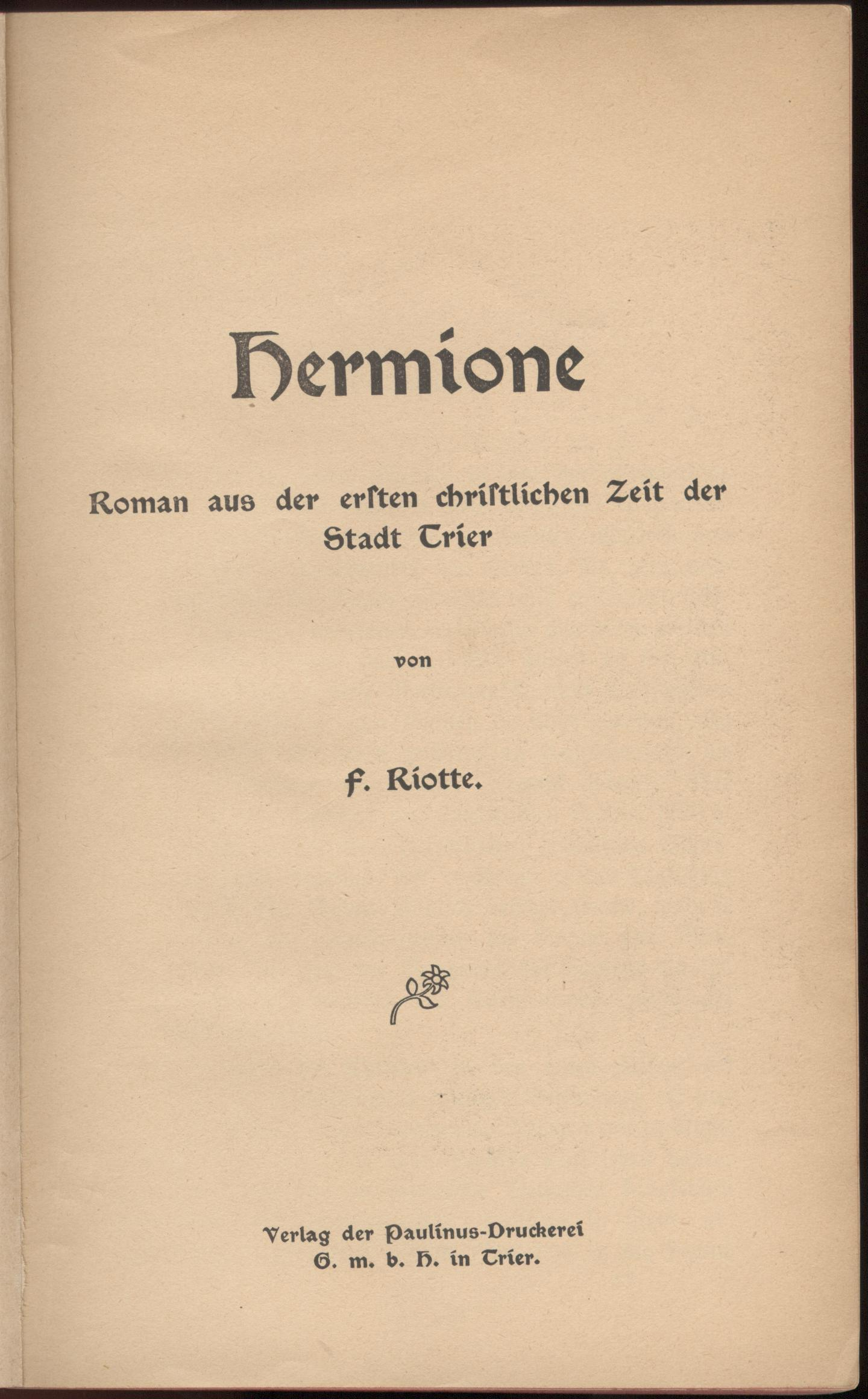
Titelblatt des Romans Hermione von Franziska Riotte.

Anna Franziska Riotte (* 18. Mai 1845 in Grünstadt; † 24. April 1922 in Trier-Ehrang) war eine deutsche Kunstmalerin und Schriftstellerin.

## Leben
Franziska Riotte wurde in Grünstadt als Tochter des aus St. Wendel stammenden Porträtmalers Anton Riotte und seiner in der Stadt beheimateten Ehefrau Philippina Franziska geb. Völkel geboren.
Die Mutter starb bereits 6 Tage nach der Geburt des Mädchens und Vater Riotte zog mit seiner Tochter 1859 nach Trier.
Hier, an der Mosel, verbrachte Franziska Riotte den Großteil ihres Lebens. Sie blieb ledig und verdiente ihren Unterhalt hauptsächlich mit der Pastellmalerei, die sie von ihrem Vater – somit als „Enkelschülerin“ Nikolaus Lauers – erlernte und worin sie sehr begabt war. Zum Teil sind ihre Porträts „in sauberer Weise nach Photographien vergrößert“ gemalt worden. Im Trierer und St. Wendeler Raum gibt es noch eine größere Anzahl ihrer Arbeiten. Besonders bekannt ist auch ein schönes Selbstbildnis, heute im Museum von St. Wendel.

Außerdem arbeitete Franziska Riotte als Schriftstellerin. Sie schrieb dezidiert christliche Literatur, aber auch reine Unterhaltungswerke. Ihr bekanntestes Buch ist der historische Roman Hermione, eine Episode aus dem frühen Christentum von Trier, der 1893 im dortigen, katholischen Paulinus-Verlag erschien. Hier schreibt Riotte im Vorwort:

„Das Leben der Christen in den ersten Zeiten der Kirche, in den Jahrhunderten blutiger Verfolgung, ist viel zu wenig bekannt, obwohl bedeutende Gelehrte, wie de Rossi, de Waal, Wisemann, 
Ott usw. darüber geschrieben haben. Auch spielen sich die an historische Tatsachen knüpfenden Erzählungen meistens in Rom ab. Unser Roman "Hermione" jedoch führt uns in die Gegend der Mosel und spielt in dem alten Trier... Auch in Trier musste sich die Kirche Christi durch ähnliche blutige Vorgänge wie in Rom ruhmvoll emporarbeiten und diese große Zeit behandelt, anknüpfend an historische Tatsachen unser Roman. Wir hoffen demnach mit diesem Buch kein überflüssiges Werk in die Welt zu schicken.“

Beim Marnet-Verlag in Neustadt an der Weinstraße  veröffentlichte sie 1921 die beiden Humoresken Die schöne Griechin und Der Amateurphotograph. Franziska Riotte publizierte zuweilen auch unter dem Pseudonym „Feodora“ oder „Feodora Riotte“ und übersetzte nebenbei Literatur aus dem Englischen und dem Französischen.
Franziska Riotte verstarb im Marienkrankenhaus zu Trier-Ehrang.

## Bildwerke
- Selbstporträt bei Museum St. Wendel
- Porträt von Susanne Elisabeth Angel bei Stadtmuseum Simeonstift Trier
- Kinderbildnis von Johann Hassdenteufel  bei Stadtmuseum Simeonstift Trier

## Literarische Werke
- Theodulf – Ein Sang aus alter Zeit. Bachem-Verlag, Köln, 1888
- Hermione – Roman aus der ersten christlichen Zeit der Stadt Trier.Paulinus-Verlag, Trier 1893, mehrere Neuauflagen u. a. 1906 und 1930 und in „Darbachs Novellenkranz“
- Wie ich zu meiner Frau kam. 1891
- Glocken von Vineta. 1898
- Rheinfahrt. 1903

## Würdigungen
In Saarbrücken und St. Wendel wurden jeweils Straßen nach ihr benannt.